# Pentone
Pentone ist eine italienische Stadt in der Provinz Catanzaro in Kalabrien mit 1844 Einwohnern (Stand 31. Dezember 2023).

## Lage und Daten
Pentone liegt 16 km nördlich von Catanzaro. Die Nachbargemeinden sind Albi, Catanzaro, Fossato Serralta und Sellia.
Der Ort ist ein Landwirtschaftszentrum mit dem entsprechenden Handel.

## Sehenswürdigkeiten
Die Wallfahrtskirche Maria Santissima delle Grazia di Términi liegt in der Nähe des Ortes auf einem Hügel. Der Ursprung der Kirche ist unbekannt. Am zweiten Sonntag im September findet ein Fest zu Ehren der Madonna statt.